# Аномалоскоп
Аномалоскоп микропроцесорски је контролни инструмент који се користи у офталмологији за прецизну дијагнозу вида у боји у црвеној/зеленој области (Rayleighov-е једначине) и у плаво/зеленој области (Мореландова једначина) са интегрисаном, аутоматском неутралном адаптацијом.

## Основне информације
Колорни вид или распознавање боја је способност реаговања на светлост
различитог спектралног састава независно од њеног интензитета. Распознавање боја је значајно за одређена занимања, јер поремећај у перцепцији боја може бити опасан за даљи рад (нпр пилоти). Нормални колорни вид се објашњава трихроматском теоријом која се заснива на чињеници да се све видљиве боје могу формирати дозираним мешањем три основне боје:
- црвене (630 - 700nm),
- зелене (510 - 520 nm)
- плаве (400 - 450 nm)

Колорни вид постоји ако су три одговарајуће врсте чепића стимулисане дневним или одговарајућим вештачким светлом у условима фотопског стања.
Како је боја перцепција условљена таласном дужином, при промени таласне дужине стимулуса, његова боја се мења.
Аномалоскоп олакшава тест подударања боја у којем субјекти посматрају мало бипартитно поље и упоређују мешавину црвене (670  nm) и зелене (546  nm) светлости таласне дужине на једној половини са спектрално жутом (589  нм) на другој половини. „Rayleigh match“ (назван по Лорду Rayleigh-у, који је открио ову технику 1881.) користи чињеницу да се нормални трихромати понашају бихроматски за светла са таласним дужинама дужим од 550 nm (јер су С конуси релативно неосетљиви на ове таласне дужине). Дакле, ограничавањем светла које се користе на дуже таласне дужине, нормални трихромат може постићи савршено подударање боја са монохроматским светлом мешањем две „примарне“. „Распон подударања“ субјекта може бити било који опсег бројева између 0 и 73. Субјекти са нормалним видом боја одговарају малом опсегу око мешавине од 40.  Према томе, обим опсега подударања директно представља озбиљност дефекта. На пример, деутераномалним трихроматима је потребно мање црвене него нормално у црвено-зеленој мешавини да би одговарали спектралној жутој (поклапају се са широким опсегом бројева у опсегу 0–40), док је протаномалним трихроматима потребно више црвене боје (одговарајући широком опсегу). бројева обично у опсегу 40–73). Субјект који одговара читавом опсегу 0–73 дијагностикује се као дихроматичан. Многи сматрају да је овај тест златни стандард у дијагностици врсте и тежине наследних црвено-зелених дефеката. 

### Нагелов аномалоскоп

#### Конструкција
Аномалоскоп показује круг подељен на две половине. Једна половина се користи за представљање референтног стимулуса, монохроматског стимулуса са таласном дужином од 589 nm (представљеног централном вертикалном линијом). Да би објашњење било једноставније, претпоставимо да презентација референтног стимулуса генерише сличне нивое активације у оба типа конуса (Л и М) и да се због тога генерише жуто искуство. Друга половина круга представља мешавину светлости од 546 и 670 nm.

#### Примена
Нагелов аномалоскоп се користи за дијагностиковање недостатака вида за црвену боју (протанопија) и зелену боју (деутеранопија), на основу Rayleighov-е равнотежне боје, по којој црвена плус зелена боја даје жуту боју, коју на аномалоскопу треба изједначити са жутим тестом. Тако се одређује количник аномалије (Q) који се креће од 0,7 до 1,3 код нормалних трихромата. Ако је Q мањи од 0,7, онда постоји протаномалија, а ако је већи од 1,3, постоји деутераномалија.
Ово подударање укључује две врсте стимулуса: мешано светло и референтно светло. Када се представе сама, два монохроматска светла која се користе за стварање (адитивних) смеша виде се као зелена (546  nm) или црвена (670  nm) од стране људи са нормалним колорним видом. У зависности од односа мешавине боја, људи са нормалним видом боја, виде боје које се мењају од наранџасто црвене (много више црвене него зелене у смеши) до жућкасто зелене (много више зелене него црвене у смеши), укључујући различите нијансе наранџасте, жуте и зелене.
Референтни стимулус је монохроматско светло (589 nm) људи са нормалним видом боја виде као наранџасто жуту. Евалуација захтева подешавање интензитета тест стимулуса да би се видело да ли је могуће ускладити различите односе смеше. За људе са нормалним видом боја такво подударање је могуће само за веома специфичан однос мешавине: онај који такође изгледа наранџасто жут (мало више црвене него зелене у смеши, нпр. 55% црвене, 45% зелене). За било коју другу мешавину, на пример, ону коју виде црвенкасту, никакав интензитет референтног светла неће произвести боју сличну оној која се види у смеши. Да резимирамо, људи са нормалним видом боја су веома селективни када покушавају да упаре мешовита и референтна светла: само веома мали опсег мешавина може да се усклади са одговарајућим интензитетом референтног стимулуса.
Насупрот томе, црвено-зелени дихромати (протанопи и деутеранопи) нису селективни када се подударају са стимулусима аномалоскопа: они одговарају било ком односу мешавине прилагођавајући интензитет референтног светла. Пошто протанопи пригушују светла дуге таласне дужине (светла које људи са нормалним видом боја виде црвено), интензитет референтног светла потребног да се добије Рејлијево подударање је нижи јер је више црвене светлости у смеши. С друге стране, интензитети прилагођени деутеранопи се не мењају у зависности од пропорције светла за мешање.
Када се користи Нагелов аномалоскоп, црвено-зелени аномални трихромати (протаномални и деутераномални) су селективнији од дихромата, али мање од нормалних трихромата. Мешовита светла која се могу упоредити са протаномалом су црвенкасто наранџаста за нормалне трихромате (више црвене него зелене у смеши). С друге стране, мешано светло у деутераномалном  изгледа зеленкасто за нормалне трихромате (више зелено него црвено у смеши). Што је јача аномалија боје, више смеша се може ускладити са референтним светлом.